# HD25999
HD25999 — хімічно пекулярна зоря спектрального класу A2, що має видиму зоряну величину в смузі V приблизно  7,4.
Вона  розташована на відстані близько 437,2 світлових років від Сонця.

## Пекулярний хімічний вміст
Зоряна атмосфера HD25999 має підвищений вміст 
Cr
.